# Coniochaeta sanguinolenta
Coniochaeta sanguinolenta är en svampart som tillhör divisionen sporsäcksvampar, och som först beskrevs av Carl (Karl) Friedrich Wilhelm Wallroth, och fick sitt nu gällande namn av Checa, Barrasa och Gabriel Moreno. Coniochaeta sanguinolenta ingår i släktet Coniochaeta, och familjen Coniochaetaceae. Arten är reproducerande i Sverige.